# محوطه قلمه سخته ۲
محوطه قلمه سخته ۲ مربوط به دوره ساسانیان تا دوره سلجوقیان است و در شهرستان دره‌شهر، بخش مرکزی، دهستان زرین دشت، ۱ کیلومتری شمال غرب روستای عباس آّباد واقع شده و این اثر در تاریخ ۹ بهمن ۱۳۸۶ با شمارهٔ ثبت ۲۰۷۳۱ به‌عنوان یکی از آثار ملی ایران به ثبت رسیده است.